# Aleksy Siemieniuk
Aleksy Siemieniuk (ur. 1 grudnia 1939 w Teremiskach) – polski prawnik, przedsiębiorca, poseł na Sejm X kadencji.

## Życiorys
Ukończył w 1970 studia na Wydziale Prawa i Administracji Uniwersytetu Warszawskiego, uzyskał następnie uprawnienia radcy prawnego. Od 1961 zawodowo związany ze spółdzielczością. Pracował początkowo jako kierownik w Okręgowej Spółdzielni Mleczarskiej w Hajnówce. Obejmował następnie stanowisko wiceprezesa i (w 1972) prezesa Gminnej Spółdzielni „Samopomoc Chłopska” w Białowieży. W 1997 został prezesem zarządu prywatnej spółki z o.o.
Od 1972 należał do Zjednoczonego Stronnictwa Ludowego, był prezesem Gminnego Komitetu w Białowieży. W latach 1978–1988 zasiadał w białowieskiej Gminnej Radzie Narodowej, pełniąc przez część kadencji funkcję jej przewodniczącego. W drugiej połowie lat 80. wchodził w skład działającej przy Sejmie PRL Rady Społeczno-Gospodarczej. Od 1989 do 1991 sprawował mandat posła na Sejm kontraktowy z ramienia ZSL, Polskiego Stronnictwa Ludowego „Odrodzenie” i Polskiego Stronnictwa Ludowego.
W wyborach samorządowych w 2006 bez powodzenia kandydował do rady powiatu hajnowskiego z ramienia lokalnego komitetu.
Pełni funkcję prezesa koła łowieckiego w Białowieży, działa również w organizacjach samorządu gospodarczego. Odznaczony m.in. Złotym Krzyżem Zasługi (1985).